# Harold J. Cook
Pour les articles homonymes, voir Cook.
Harold John Cook (né en 1952) est un historien de la médecine américain et professeur d'histoire John F. Nickoll à l'université Brown.

## Formation et carrière
Il étudie au Cornell College où il obtient en 1974 son Bachelor of Arts. Puis il part à l'université du Michigan où il obtient son mastère en 1975 et son doctorat en 1981.
En 1982 il est Professeur assistant à l'université Harvard ; en 1985 il devient Professeur assistant à l'université du Wisconsin à Madison, où il passe Professeur associé en 1988 puis Professeur en 1993.
Il a été directeur du Centre Wellcome Trust pour l'histoire de la médecine (en) à l'university College de Londres (UCL) de 2000 à 2009 et a été Professeur invité reine Wilhelmina d'histoire à l'université Columbia à New York au cours de l'année universitaire 2007-2008. 
Depuis 2010 il est Professeur d'histoire John F. Nickoll à l'université Brown.

## Travaux
Les recherches du professeur Cook comprennent un certain nombre de projets connexes sur la manière dont les connaissances médicales ont été échangées entre des sites distants. Plus généralement, il s'intéresse à la manière dont se déroulent les défis et les opportunités du domaine de l'histoire de la médecine dans le contexte des récents développements de l'histoire globale. 
Cook est corédacteur de la revue Medical History (en), siège à plusieurs conseils consultatifs et organismes professionnels, et a été élu membre honoraire du Collège royal de médecine. 

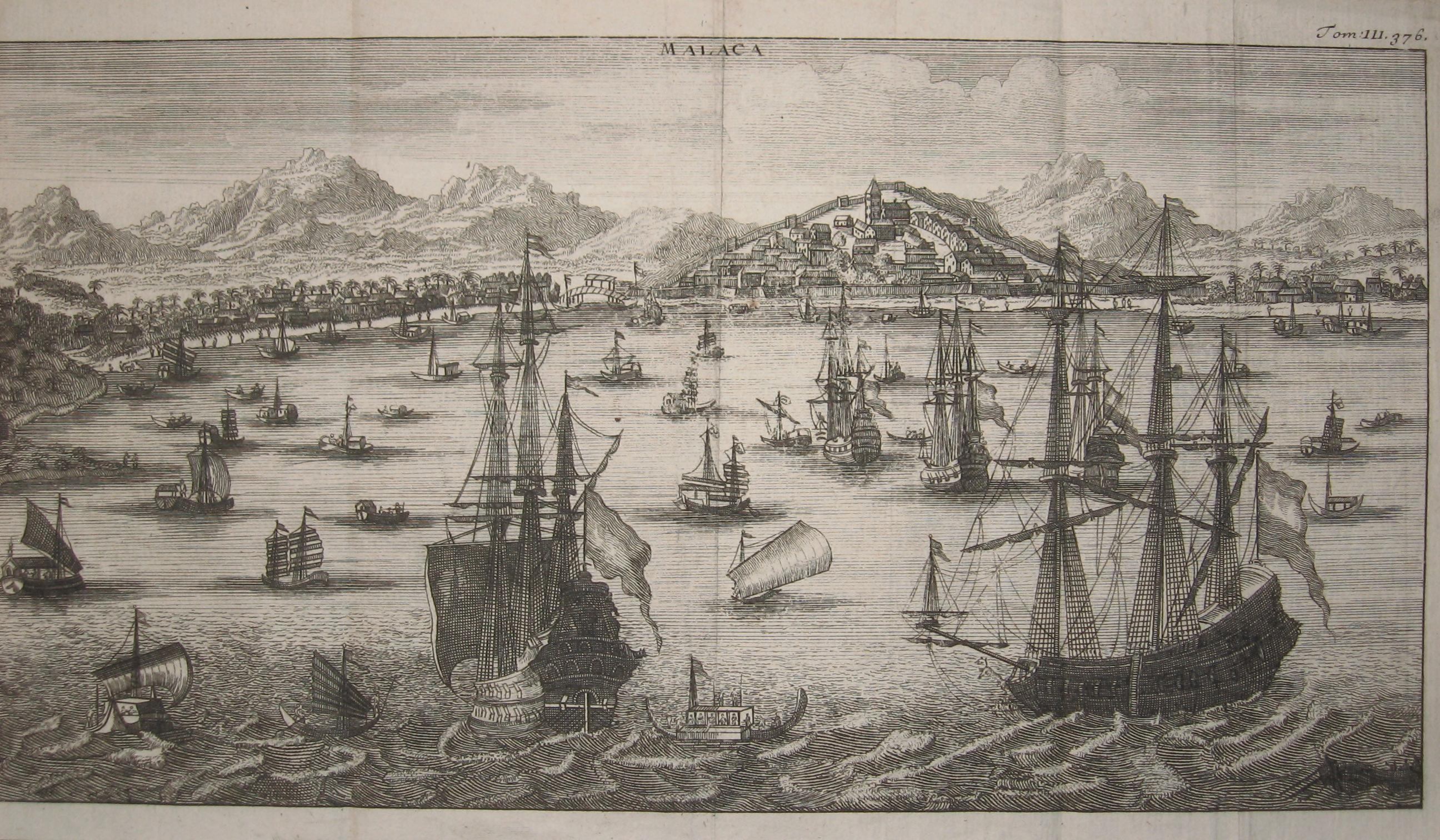
Navires hollandais dans le port de Malacca. Eau-forte sur cuivre; Schouten, Wouter; 1676.

Dans Matters of Exchange (2007), Cook affirme que le commerce international a changé la façon de penser des Néerlandais et de leurs interlocuteurs. Il suggère que la préférence pour des informations précises accompagnant l'essor du commerce a également jeté les bases de l'essor de la science à l'échelle mondiale. Le livre documente les développements de la médecine et de l'histoire naturelle qui sont des aspects fondamentaux de cette nouvelle science. En tant que port capitale d’un empire colonial, Amsterdam est le point d’arrivée de la plupart des nouveautés : cabinet de curiosité et jardins botaniques se développent à la faveur de toutes les richesses collectées par les marins, commerçants et explorateurs.

## Prix et distinctions
Il est lauréat en 2009 du prix Pfizer décerné l’History of Science Society, pour son ouvrage Matters of Exchange: Commerce, Medicine, and Science in the Dutch Golden Age (Yale University Press, 2007),,,.
Il a également obtenu la deuxième place pour le prix Cundill (en) 2008.

## Publications

### Livres
- 2018 - The Young  Descartes: Nobility, Rumor and War.lire en ligne University of Chicago Press.  (ISBN 978-0-226-46296-7)
- 2014 : (en) co-édité avec Amy Meyers et Pamela H. Smith, Ways of Making and Knowing : The Material Culture of Empirical Knowledge, Centre de hautes études du Bard / University of Michigan Press, 2014, 1re éd., 430 p. (ISBN 978-0-472-11927-1)
- 2007 - Matters of Exchange: Commerce, Medicine, and Science in the Dutch Golden Age.lire en ligne Yale University Press,  (ISBN 978-0-300-11796-7).
- 1994 - Trials of an Ordinary Doctor: Joannes Groenevelt in Seventeenth-Century London. Johns Hopkins University Press.  (ISBN 978-0-8018-4778-3).
- 1986 - The Decline of the Old Medical Regime in Stuart London. Ithaca: Cornell University Press.  (ISBN 978-0-8014-1850-1).

### Articles et contributions
- 2008 : Harold J. Cook, « Amsterdam, entrepôt des savoirs au XVIIe siècle », Revue d’histoire moderne et contemporaine 2008/2 (n° 55-2), p. 19-42.,‎ 2008
- 2006 : "What Stays Constant at the Heart of Medicine",éditorial , British Medical Journal (BMJ ) 333 (23 décembre 2006): p. 1281-1282.
- 2006 : "Medicine" dans The Cambridge History of Science, vol. 3: Early Modern Science, ed. Katharine Park et Lorraine Daston. Cambridge: Cambridge University Press, p. 407–434.
- 2006 : "Introduction" à The Western Medical Tradition 1800 to 2000. Cambridge: Cambridge University Press, p. 1–6.
- 2006 : "Das Wissen von den Sachen" en Seine Welt Wissen. Enzyklopädien in der Frühen Neuzeit, ed. Ulrich Johannes Schneider. Darmstadt: Wissenschaftliche Buchgesellschaft (WBG), p. 81-124 (traduit en allemand par Jan Neersö).
- 2005 : "Global economies and Local Knowledge in the East Indies: Jacobus Bontius Learns the Facts of Nature", dans Colonial Botany: Science, Commerce, and Politics in the Early Modern World, éd. Claudia Swan et Londa Schiebinger. Philadelphie: Presses de l'Université de Pennsylvanie, p.   100-118, 299-302.
- 2005 : "Medical Communication in the First Global Age: Willem ten Rhijne au Japon, 1674-1676", in Academia Sinica, no. 11 (2004): p. 16-36.
- 2004 : « Thomas Bonham », « Richard Boulton », « Sir John Colbatch », « Abraham Cyprianus », « Sir George Ent », « Charles Goodall », « Joannes Groenevelt », «John Hutton», « John Marten », « Thomas O «Dowde », « John Pechey », « William Rose », « Thomas Sydenham », « William Trigge », « Mary Trye », dans le dictionnaire biographique national d'Oxford . Oxford: Oxford University Press .
- 2004 : "Health", The Lancet, 364: pp. 1481.
- 2004 : "Early Modern Medicine" dans Encarta Encyclopedia (édition anglaise mondiale).
- 2002 : "Medicine, Materialism, Globalism: The Example of the Dutch Golden Age", conférence inaugurale, UCL, 27 février 2003. Télécharger le texte PDF .
- 2002 : "Bernard Mandeville " dans A Companion to Early Modern Philosophy, éd. Steven Nadler. Oxford: Blackwell Publishing, pp. 469–482.
- 2002 : "Body and Passions: Materialism and the Early Modern State", in Osiris, 17: pp. 25–48.
- 2001 : "Time's Bodies: Crafting the Preparation and Preservation of Naturalia," Merchants and Marvels, éd. Paula Findlen et Pamela Smith. London: Routledge, pp. 237–247.
- 2001 : "Fines and Fortunes: Recognition and Regulation of Practitioners for the First 200 Years" dans "The Royal College of Physicians and Its Collections", éd. G. Davenport, W. Ian McDonald et Caroline Moss-Gibons. Londres: Collège royal des médecins pp. 28-30.
- 2001 : "Medicine and Health" dans Tudor England: An Encyclopedia, éd. Arthur F. Kinney et David W. Swain. Londres: Garland, pp. 475–479.
- 2000 : " Boerhaave and the Flight from Reason in Medicine", dans Bulletin of the History of Medicine, 74 (2000): pp. 221–240.
- 1999 : "Bernard Mandeville and the Therapy of the 'Clever Politician'," in Journal of the History of Ideas, 60 (1999): pp.  101-124.
- 1998 : "Closed Circles or Open Networks?: Communicating at a Distance During the Scientific Revolution" (avec David Lux), History of Science, 36: pp. 179-211.
- 1997  "From the Scientific Revolution to the Germ Theory," in Western Medicine: An Illustrated History, éd. Irvine Loudon. Oxford: Oxford University Press, p. 80-101. [Editions de poche. 2001.]
- 1996 : "Institutional Structures and Personal Belief in the London College of Physicians," in Religio Medici: Medicine and Religion in 17th-Century England, éd. Ole Peter Grell et Andrew Cunningham. Aldershot: Scolar Press, pp. 91–114.
- 1996 : "Natural History and Seventeenth-Century Dutch and English Medicine," in The Task of Healing: Medicine, Religion and Gender in England and the Netherlands, 1450-1800, Hilary Marland et Margaret Pelling, eds. Rotterdam: Éditions Erasmus, pp.   253-270.
- 1996 : "Physicians and Natural History," in Cultures of Natural History, ed. Nicholas Jardine, James A. Secord et Emma Spary. Cambridge: Cambridge University Press, p. 91-105.
- 1996 : "The Moral Economy of Natural History and Medicine in the Dutch Golden Age," in Contemporary Explorations in the Culture of the Low Countries, William Z. Shetter et Inge Van der Cruysse, éd., Publications of the American Association of Netherlandic Studies, vol. . 9 Lanham, Maryland: Presses universitaires d'Amérique, p. 39–47.
- 1995 : "Medical Ethics, History of: IV. Europe: B. Renaissance and Enlightenment," in Encyclopedia of Bioethics, édition révisée, Warren T. Reich, éd. . (New York: Macmillan, vol. 3, p. 1537-1543.
- 1994 : "Good Advice and Little Medicine: The Professional Authority of Early Modern English Physicians" dans Journal of British Studies, 33: pp. 1–31.
- 1993 : "Medicine" dans Encyclopedia of Social History, ed. Peter N. Stearns. New York: Garland, pp. 459–462.
- 1993 : "The Cutting Edge of a Revolution? Medicine and Natural History near the Shores of the North Sea," in Renaissance and Revolution: Humanists, Scholars, Craftsmen and Natural Philosophers in Early Modern Europe", ed. JV Field et Frank AJL James. Cambridge: Cambridge University Press, p. 45–61.
- 1992 : "The New Philosophy in the Low Countries," in The Scientific Revolution in National Context, éd. Roy Porter et M. Teich. Cambridge: Cambridge University Press, p. 115-149.
- 1991 : "Physick and Natural History in Seventeenth-Century England," in Revolution and Continuity: Essays in the History of Philosophy of Early Modern Science, R. Ariew and P. Barker, eds. Studies in Philosophy and the History of Philosophy, vol. 24 Washington, DC: Presse de l'Université catholique d'Amérique, p. 63–80.
- 1990 : "The New Philosophy and Medicine in Seventeenth-Century England," in Reappraisals of the Scientific Revolution, éd. David Lindberg et Robert Westman. Cambridge: Cambridge University Press, p. 397–436.
- 1990 : "Sir John Colbatch and Augustan Medicine: Experimentalism, Character and Entrepreneurialism", dans Annals of Science, 47: pp. 475–505.
- 1990 : "The Rose Case Reconsidered: Physic and the Law in Augustan England," in Journal of the History of Medicine, 45: pp. 527–555.
- 1990 : "Practical Medicine and the British Armed Forces After the 'Glorious Revolution"," in Medical History, 34 (1990): 1-26.
- 1990 : "Charles Webster's Analysis of Puritanism and Science,' in Puritanism and the Rise of Modern Science: The Merton Thesis, éd. I. Bernard Cohen. Nouveau-Brunswick: Rutgers University Press, p. 265-300.
- 1989 : "Policing the Health of London: The College of Physicians and the Early Stuart Monarchy", dans Social History of Medicine, 2: pp. 1–33.
- 1989 : "Physicians and the New Philosophy: Henry Stubbe and the Virtuosi-Physicians," in Medical Revolution in the 17th Century, Roger French et Andrew Wear eds. Cambridge: Cambridge University Press, p. 246–271.
- 1989 : "The Medical Profession in London," in The Age of William III and Mary II: Power, Politics and Patronage, 1688-1702, Martha Hamilton-Phillips et Robert P. Maccubbin éds. Williamsburg: Collège de William et Mary, pp. 186-194.
- 1987 : "The Society of Chemical Physicians, the New Philosophy, and the Restoration Court", dans Bulletin of History of Medicine, 61: pp. 61–77.
- 1985 "Against Common Right and Reason: The College of Physicians Against Dr. Thomas Bonham", dans American Journal of Legal History, 29   : pp. 301–24.
- 1980 : "Early Research on the Biological Effects of Microwave Radiation, 1940-1960" (avec Nicholas Steneck, Arthur Vander et Gordon Kane), Annals of Science, 37 (1980): p. 323–51.
- 1980 : "The Origins of U.S. Safety Standards for Microwave Radiation" (avec Nicholas Steneck, Arthur Vander et Gordon Kane), Science, 248: p. 1230–37.
- 1978 : "Ancient Wisdom, The Golden Age, and Atlantis: The New World in Sixteenth-Century Cosmography", in Terrae Incognitae, 10: pp. 25–43.

## Voir également
- Wellcome Library